# Battaglia di Alkmaar
La battaglia di Alkmaar, altrimenti nota come battaglia di Egmond aan Zee o seconda battaglia di Bergen, ebbe luogo il 2 ottobre 1799 tra l'esercito franco-batave, guidato dai generali Guillaume Marie-Anne Brune e Herman Willem Daendels, e il corpo di spedizione anglo-russo comandato dal Duca di York. La battaglia fu tatticamente indecisa ma strategicamente favorevole agli anglo-russi, il che spinse Brune a ordinare un ritiro su una linea tra Monnickendam a est e Castricum a ovest, dove la battaglia decisiva della campagna fu consegnata il 6 ottobre.

## Contesto storico

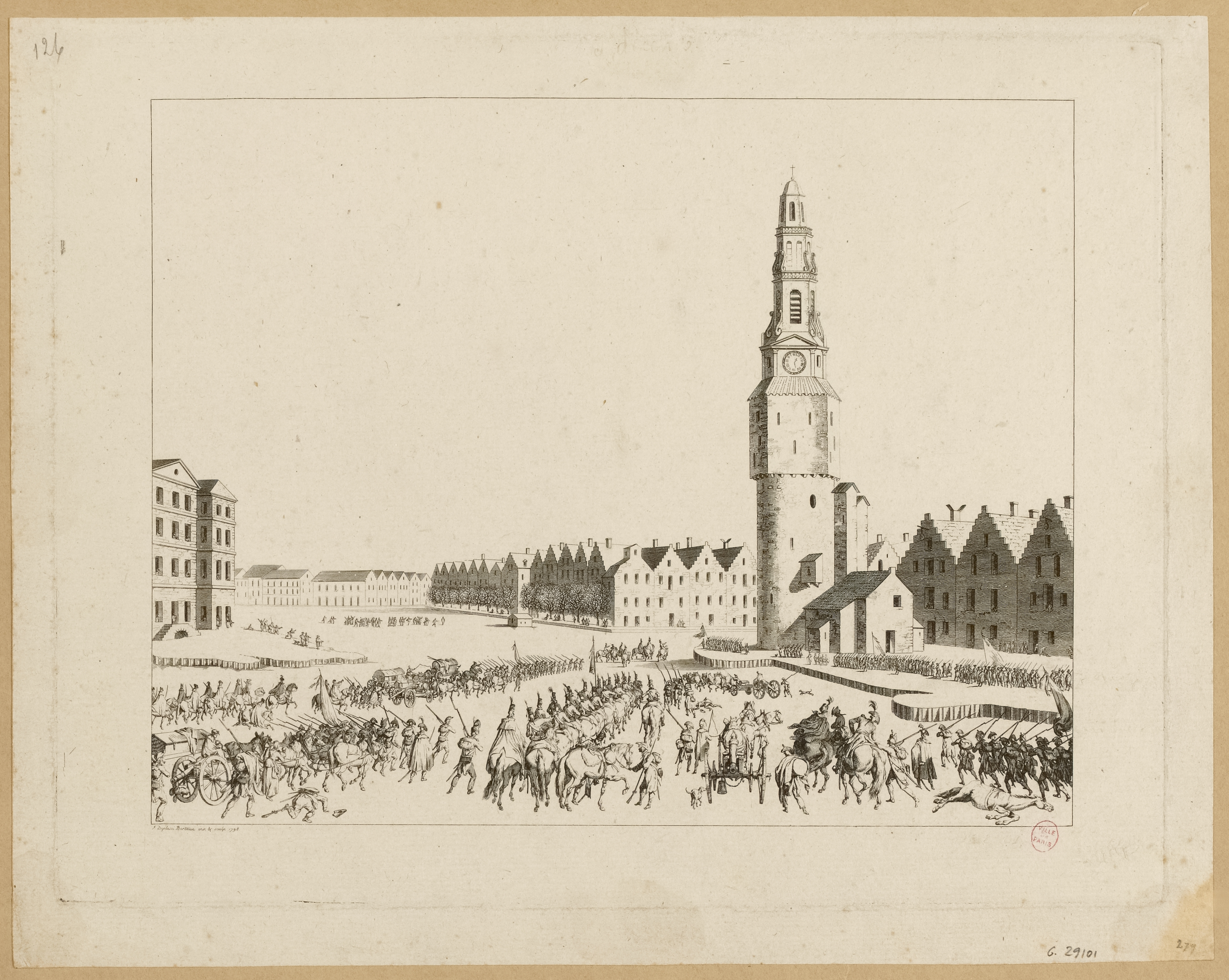
Entrata delle truppe francesi ad Amsterdam nel 1795

Verso la fine del Settecento, gli ideali rivoluzionari portati avanti dai francesi avevano trascinato l'intera Europa in un lungo periodo di conflitti, che vedevano coinvolte tutte le grandi potenze europee. Dopo l'abolizione della monarchia, nel 1792, la Francia, adesso una repubblica, si era impegnata a difendersi dall'aggressione delle potenze conservatrici, intente a riportare in auge il vecchio regime monarchico. Dopo un breve periodo iniziale di risultati alterni, l'esercito francese dimostrò la propria superiorità, inanellando una buona serie di successi. Una di queste armate, quella del generale Pichegru, riuscì a conquistare l'Olanda nel 1795, cacciando lo statolder e instaurando una nuova repubblica. 
Dopo il trattato di Campo Formio, la situazione rimase relativamente stabile per quasi un paio d'anni, prima che nei primi mesi del 1799 il Direttorio, venuto a sapere della rinnovata intesa tra le principali monarchie europee, dichiarasse guerra all'Austria e desse nuovamente inizio ad una nuova guerra. Le vittorie francesi dell'ultimo periodo bellico non furono ripetute e presto la guerra si trasformò in una lotta per la salvezza stessa della repubblica. 

## Antefatti
Ad agosto 1799, le forze coalizzate sembravano essere sul punto di rovesciare definitivamente gli eserciti repubblicani: l'Armata d'Oriente e Bonaparte erano rimasti isolati in Africa, le armate del Reno e d'Helvetia erano tenute in scacco dalle forze dell'arciduca Carlo e del generale Korsakov mentre Suvorov stava compiendo una brillante campagna in Italia ed era intenzionato ad invadere la Provenza a breve. In questo frangente, gli interessi politici e le invidie tra le potenze alleate entrarono in scena, minando la collaborazione che aveva garantito numerosi successi alle loro armate.

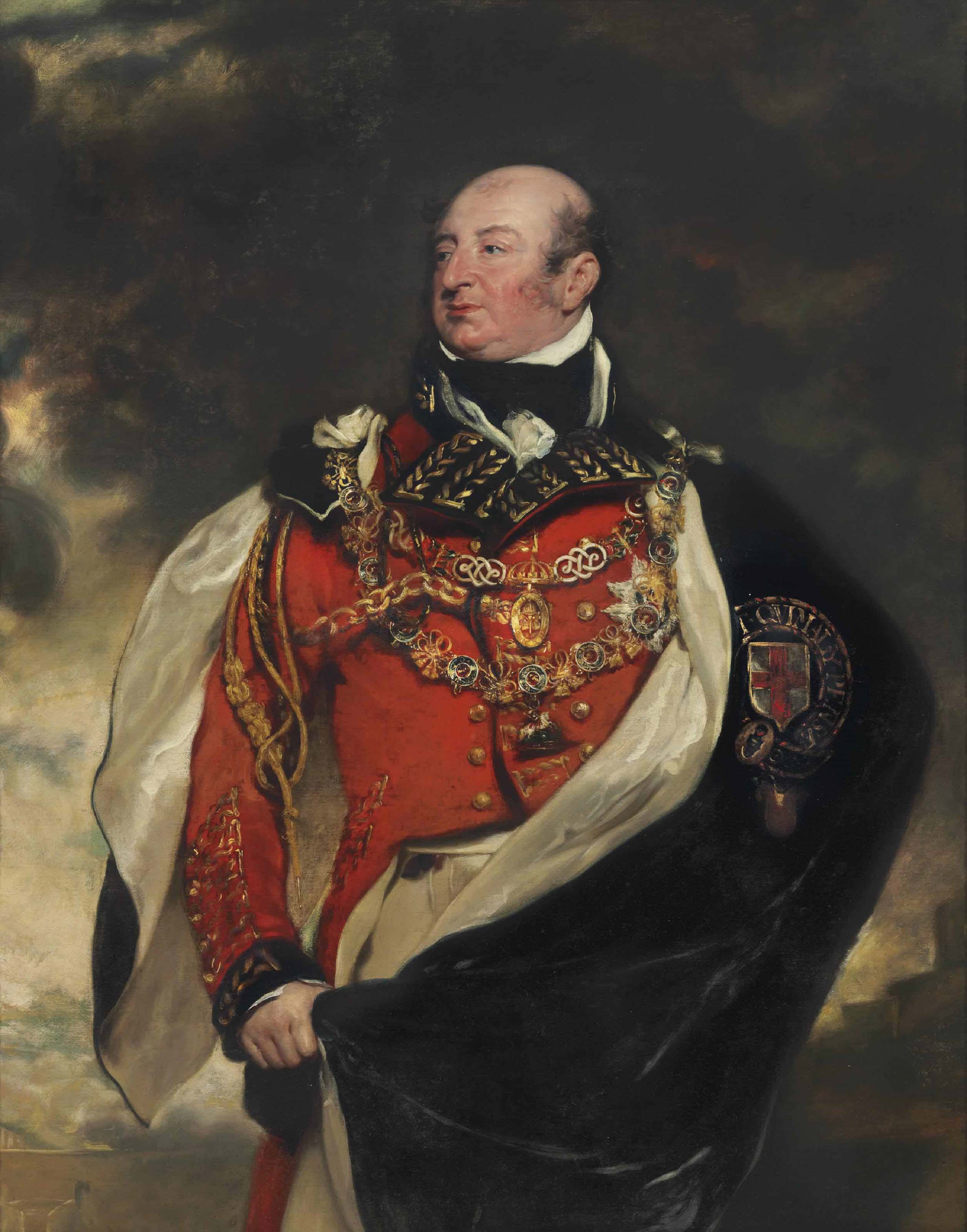
Duca di York

Sotto l'aspettativa che la repubblica francese sarebbe presto crollata sotto le offensive alleate, le ambizioni politiche dei membri dell'alleanza e le reciproche diffidenze cominciarono ad emergere. Sotto queste premesse, il ministero di guerra inglese formulò un nuovo piano d'azione per la seconda parte del 1799: von Melas avrebbe preso il comando in Italia mentre Suvorov si sarebbe recato in Svizzera, riunendosi con le forze di Korsakov, l'arciduca Carlo si sarebbe spostato più a nord lungo il Reno ed infine una spedizione congiunta anglo-russa avrebbe invaso l'Olanda, neutralizzando la flotta olandese e contribuendo ad assottigliare ulteriormente le già impegnate forze repubblicane. In conformità con questo piano, nell'agosto del 1799 vennero preparati 20000 soldati inglesi sulle coste del Kent ed altri 15000 russi si sarebbero uniti a loro a destinazione. La speranza degli alleati era che, con un tale assembramento di forze, gli olandesi si sarebbero ribellati al regime repubblicano ed avrebbero ripristinato la posizione dello stadtholder. Il comando di tutta l'operazione sarebbe stato affidato al duca di York.

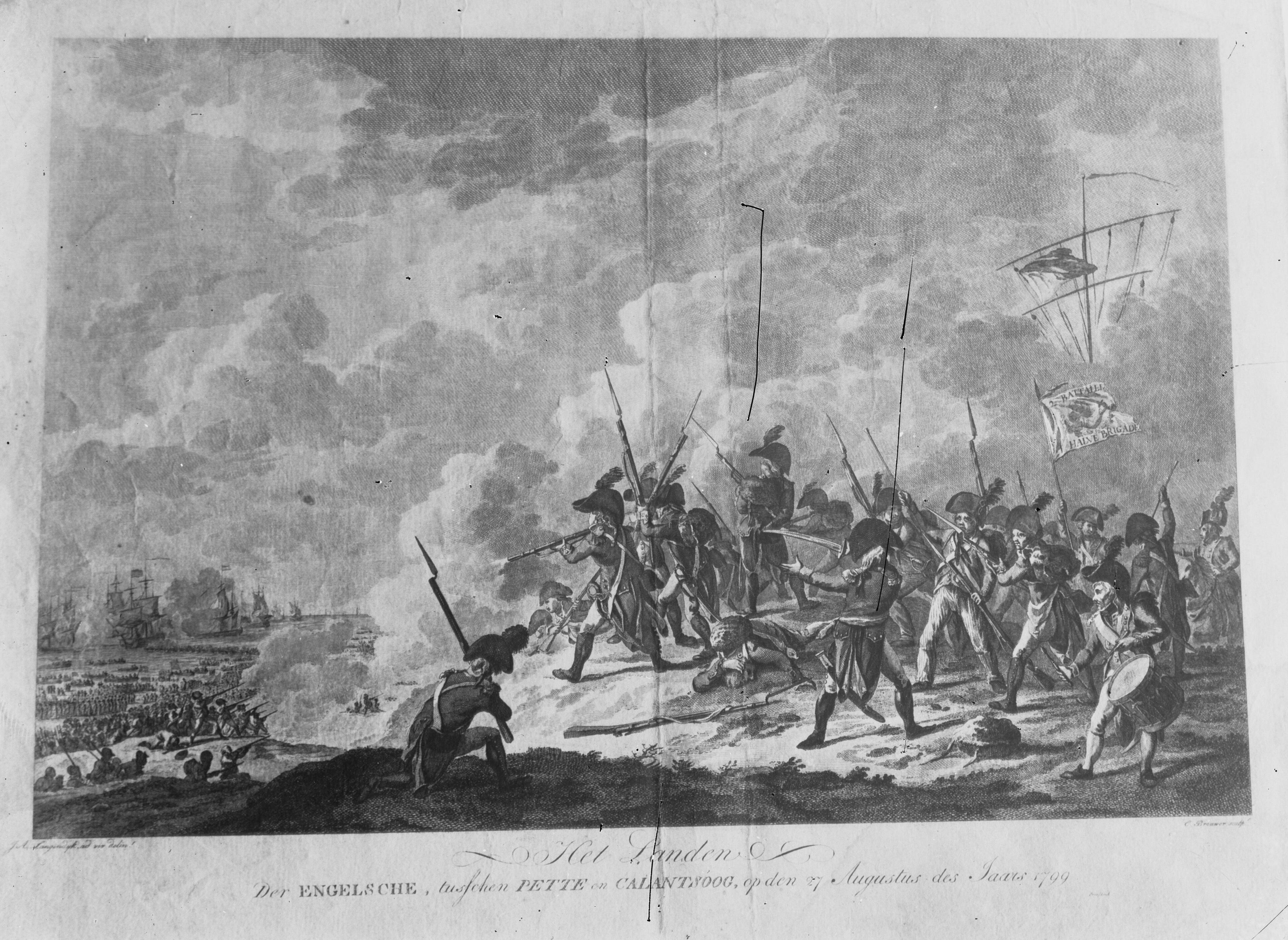
Sbarco degli inglesi a Callantsoog

Lo sbarco avvenne in più fasi: una prima avanguardia inglese attraccò a Callantsoog già ad agosto, creando una testa di ponte per l'arrivo di altre truppe. I batavi di Daendels e le truppe francesi in loco non riuscirono a fermare l'operazione e vennero respinti. Qualche giorno dopo, la flotta olandese si ammutinò e si consegnò alle forze della coalizione. Un secondo tentativo di respingere gli inglesi prima dell'arrivo dei russi fu tentato ma si rivelò controproducente, con le forze repubblicane cacciate ancora più indietro. Verso metà settembre, il duca di York giunse finalmente in Olanda, preceduto di un paio di giorni dai rinforzi provenienti dalla Russia. Fu immediatamente preparato un attacco alle posizioni nemiche: in quella che prende il nome di battaglia di Bergen, la pessima coordinazione delle quattro colonne anglo-russe fu causa di una netta sconfitta, culminata con la cattura del comandante in capo del corpo di spedizione russo.
Brune fece allagare alcuni grandi polder e fece arrivare da Dunkerque una flottiglia di navi, rafforzando le difese della capitale batava. Gli alleati invece portarono un'altra flottiglia ll'interno dello Zuiderzee mentre i rinforzi russi del generale Emmè giunsero finalmente in Olanda. Ad ogni modo, il passare del tempo era visto in maniera piuttosto negativa dal duca di York, che credeva la permanenza del corpo di spedizione in Olanda non sarebbe stata possibile in inverno: un nuovo attacco per scardinare le posizioni francesi nell'Olanda settentrionale fu quindi programmato per i primi giorni di ottobre.

## La battaglia

### Organizzazione e piani degli alleati
Le piogge furono abbondanti nella parte finale del mese, ma nonostante ciò, si decidette di procedere all'attacco il 2 ottobre. Sebbene l'esercito alleato fosse stato diviso nuovamente in quattro distinte colonne, le misure di difesa repubblicane erano state così efficaci che l'unica zona in cui si potesse per davvero procedere avanzando era lo stretto corridoio tra la città di Alkmaar ed il mare. Le quattro colonne furono organizzate come segue:
- la prima, composta da 8000 fanti e 1000 cavalieri fu affidata al generale Abercromby ed avrebbe funto da ala destra, attaccando la costa sino ad Egmond aan Zee e minacciando sia il fianco sinistro dei repubblicani sia la loro via di fuga;
- la seconda, composta da 8000 russi e 400 uomini a cavallo, sarebbe stata comandata dal conte di Essen ed avrebbe marciato verso Bergen attraversando Schoorl;
- la terza, affidatata al generale Dundas, comprendeva 6130 uomini e 17 pezzi di artiglieria, divisi nelle brigate di Coote, Lord Chatham e Burrard, ed il suo compito era di supportare le prime due colonne nella marcia verso Bergen e poi spostarsi sul loro fianco sinistro per accerchiare Schoorldam e Tuitjenhorn;
- l'ultima colonna, formata da 7000 uomini sotto il comando di James Pulteney, doveva tenere impegnate le forze di Daendels ed impedire loro di rafforzare il fianco sinistro.

### Lo scontro

Dune sabbiose di Bergen

Le operazioni degli alleati iniziarono verso le 6:30 del mattino, quando l'armata di 30000 uomini si mise in marcia. I francesi abbandonarono i propri avamposti ben prima dell'arrivo degli anglo-russi, e si radurnarono, sotto il comando di Simon e Dumonceau, tra Schoorl e Schoorldam. Nel frattempo, il generale Coote, al comando di una delle brigate di Dundas, avanzò rapidamente sulle dune sabbiose di Camperduin mentre Burrard raggiungeva Schoorldam. I russi avanzarono attraverso i campi allagati e le dighe, riuscendo a raggiungere le postazioni nemiche verso le 11 del mattino. Queste furono attaccate e in parte scalzate, costringendo i difensori a retrocedere sino a Koedijk, mentre le difese repubblicane attorno a Bergen riuscirono a reggere. Desideroso di prendere possesso di quella posizione, il duca di York incarircò Lord Chatham, al comando di una brigata della divisione di Dundas, di accorrere in supporto di Coote, parzialmente impegnato contro le difese francesi. Dopo le prime difficoltà, gli uomini di Coote erano riusciti a respingere per più di un miglio i francesi dal piccolo bosco che tentavano di difendere, rendendo Bergen vulnerabile ad un attacco da parte dei russi. Essen si rifiutò categoricamente di avanzare verso la città, poiché le sue truppe, inchiodate dalla risposta dei francesi, erano occupate, con qualche difficoltà, a mantenere le posizioni già acquisite. Dundas, ritenendo di essere troppo debole per prendere Bergen senza il supporto dei russi, decise di mantenere le posizioni prese senza spingersi in città. I francesi, visto che gli alleati non avanzavano, assunsero l'iniziativa e provarono a scalzare i reggimenti di Dundas, tentando di riprendere le posizioni precedenti, ma la loro offensiva non sortì l'effetto sperato. Finito l'attacco ed attestate le varie perdite, non procedettero ad attaccare nuovamente gli inglesi. Alle 15:30 Dundas inviò il 29º reggimento in supporto della manovra del colonnello Macdonald, che doveva avanzare lungo la strada tra Bergen e Egmond aan Zee. Giunti i rinforzi, gli inglesi avanzarono celermente ed attaccarono i francesi con tale impeto da allontanarli non solo dalle dune, ma anche dalla città stessa, permettendo alle truppe inglesi di occupare finalmente il luogo.

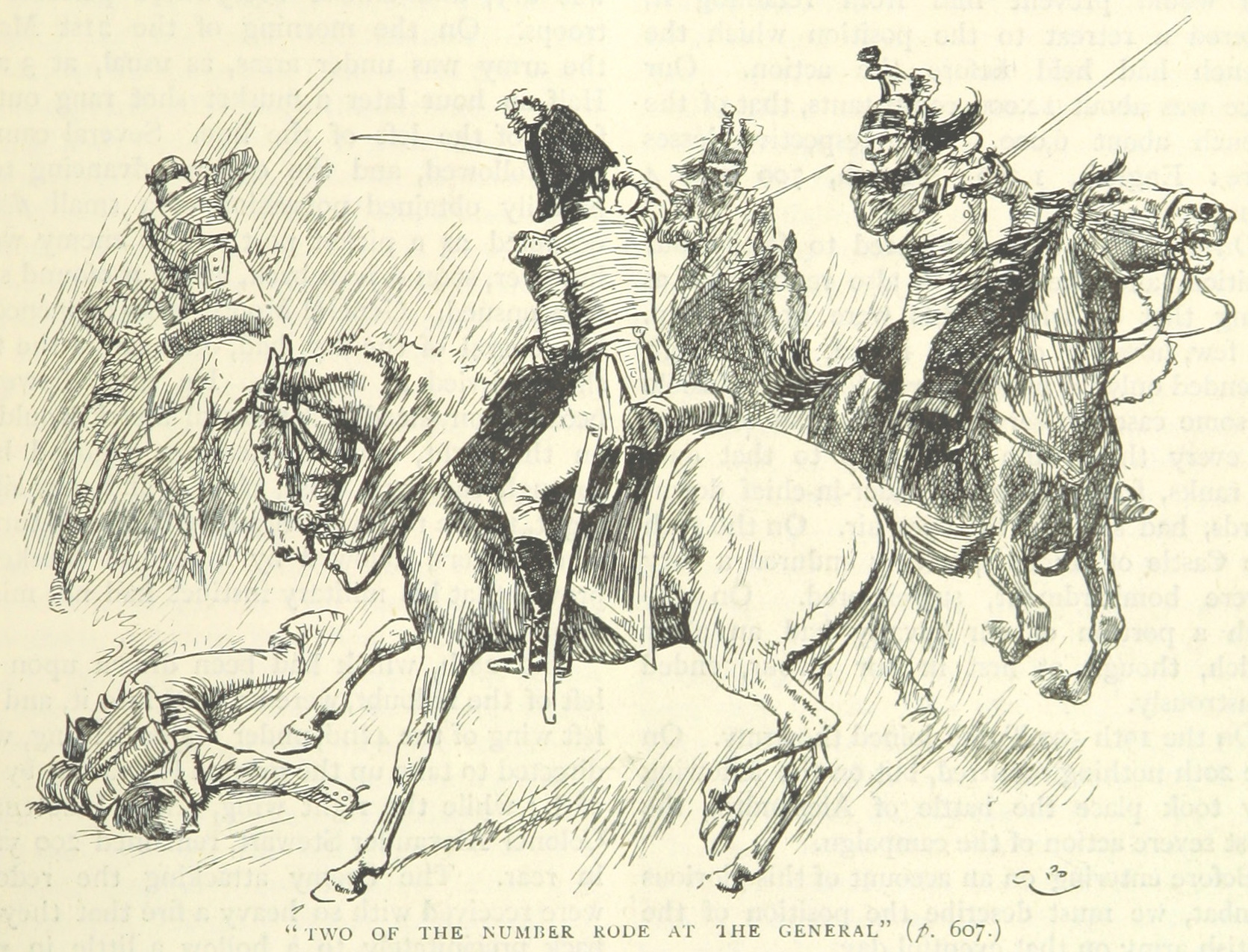
Il generale Abercromby in un'azione di cavalleria durante la sua campagna in Egitto

Abercromby incontrò poca o nessuna opposizione finché non raggiunse Egmond aan Zee, dove si imbatté in un grande corpo di fanteria, cavalleria e artiglieria piazzato nelle dune sotto il generale Vandamme. Ne seguì un lungo e ostinato scontro durato diverse ore, in cui Abercromby riuscì a tagliare fuori le comunicazioni del generale francese dal Chemin des Coquilles, sul quale Brune aveva inviato rinforzi da Alkmaar sotto il generale Bonhomme. Con qualche difficoltà e perdite considerevoli, Abercromby riuscì, con l'assistenza di una brigata sotto il generale Hutchinson, a respingere i ripetuti attacchi del nemico sul suo fianco sinistro. Ma Vandamme, proprio al calar della notte, osservò che l'artiglieria leggera del generale britannico era così avanzata e senza supporto da essere alla sua portata, e ponendosi quindi alla testa della sua cavalleria, caricò e riuscì a impossessarsene completamente. Il generale non sapeva della presenza di Lord Paget, che alla testa del 15° dragoni leggeri caricò all'istante la cavalleria francese, che fu scossa nello stesso momento dall'esplosione di uno dei magazzini, e fu completamente distrutta, e inseguita per quasi un miglio, fino a che l'artiglieria rubata non fu ripresa.
Abercromby bivaccò la sua divisione per la notte nelle dune di fronte a Egmond aan Zee e non appena il generale Essen con i suoi russi giunse, presero possesso dei villaggi vicini. Il generale Burrard dopo aver superato Koedijk spinse avanti i scuoi scozzesi su Alkmaar. Brune non attese il loro arrivo ed abbandonò frettolosamente il posto, ripiegando su Beverwijk. Anche Daendels si ritirò, richiamando dalla porta di San Pancrazio la sua destra, prima di Pulteney, ed imboccando la strada per Purmerend. Gli inglesi entrarono ad Alkmaar, accolti dalla popolazione locale che, prudentemente, issò la vecchia bandiera arancione degli statholder.

## Conseguenze

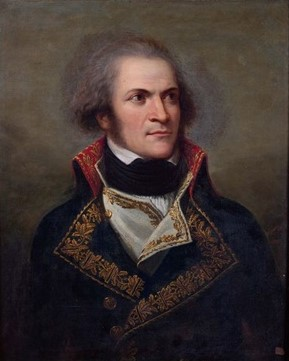
Il generale Brune

Gli inglesi persero 1300 morti e feriti nell'azione, di cui 100 ufficiali, e il maggiore generale Moore fu ferito due volte. I russi ebbero circa 500 perdite ed il generale Emme rimase ferito. Gli alleati, tuttavia, occuparono la posizione che i francesi avevano preso prima della battaglia e stabilirono la loro destra a Hoorn e la loro sinistra a Egmond. Brune ritirò il suo quartier generale a Beverwijk, sulla strada per Haarlem. Pose sotto la direzione superiore di Vandamme le brigate di Gouvion e Boudet a Wijk aan Zee e Heemskerk mentre Dumouceau fu posizionato di fronte ai quartieri generali, con Bonhomme in avanguardia ad Akersloot. Daendels fu costretto a difendere i polder allagati a Monnickendam e Purmerend, all'estrema destra del nemico.
La vittoria anglo-russa infuse fiducia negli ufficiali alleati. Purtroppo, una nuova vittoria francese a Castricum, solo pochi giorni dopo, convinse il duca di York che la posizione non fosse mantenibile a lungo e che, se fosse giunto l'inverno, sarebbe stata la fine per se stesso e per l'intero corpo d'invasione. Nel giro di qualche settimana fu firmata una convenzione che garantiva alle forze alleate una ritirata onorevole.